# FidelityFX Super Resolution
FidelityFX Super Resolution (FSR) — технология пространственного, а позднее временного масштабирования изображения(а ещё позднее — с использованием ИИ-Алгоритма), разработанная AMD для использования в режиме реального времени в видеоиграх, для повышения разрешения изображений из более низкого качества до более высокого разрешения для отображения на более качественных экранах. Технология FSR была выпущена 22 июня 2021 года, и со временем качество масштабирования увеличивалось в геометрической прогрессии.
Данная технология доступна для широкого спектра графических продуктов, включая встроенную графику, и оптимизирована для построенных на основе архитектур AMD RDNA(1-4) видеокарт Radeon RX 5000, RX 6000, RX 7000 и RX 9000 серий. Технология FSR также поддерживается видеокартами Nvidia и Intel, поддерживающих DirectX 11/12 и Vulkan 1.3. Также имеется поддержка на консолях девятого поколения(Xbox Series X/S, PlayStation 5(Slim/Pro)(PSSR),Nintendo Switch(2), Steam Deck и т.п.)

## История

### История релизов
| Версия       | Дата выхода           | Основные Моменты |
| ------------ | --------------------- | --- |
| 1.0-1.0.1    | 22 июня 2021 года     | Запуск FidelityFX Super Resolution (FSR), исходный код доступен в июле 2021 г.. |
| 1.0.2        | 16 ноября 2021 года   | Исправление чрезмерной резкости с помощью надежной адаптивной контрастной коррекции резкости (Robust Contrast-Adaptive Sharpening(RCAS)). |
| 1.1          | 12 июля 2023 года     | Доступен как часть FidelityFX SDK. |
| 2.0-2.0.1(a) | 12 мая 2022 года      | Выпуск FidelityFX Super Resolution 2.0 (FSR 2), исходный код доступен в июне 2022 г. |
| 2.1.0        | 8 сентября 2022 года  | Уменьшен гостинг и улучшено качество масштабирования. Farming Simulator 2022 был одним из первых, кто добавил его в патче 1.7.1. |
| 2.1.1        | 15 сентября 2022 года | [ 8 ] |
| 2.1.2        | 19 октября 2022 года  | [ 9 ] |
| 2.2.0(a)     | 16 февраля 2023 года  | Улучшения диапазона HDR, уменьшение гостинга и мерцания объектов. Исходный код доступен в феврале 2023 г. |
| 2.2.1        | 9 июня 2023           | [ 11 ] |
| 2.2.2        | Июль 2023 года        | [ 4 ] [ 12 ] |
| 3.0-3.0.3    | 14 декабря 2023 года  | FSR 3 добавляет генерацию кадров в сочетании с FSR 2 и Anti-Lag 2 и поддерживает графические процессоры AMD, Nvidia и Intel. FSR 3 также совместим с девятым поколением консолей.Исходный код доступен в декабре 2023 года как часть FidelityFX SDK. |
| 3.0.4        | 15 марта 2024 года    | [ 15 ] |
| 3.1.0-3.1.4  | 27 июня 2024 года     | Уменьшенны гостинг и мерцание объектов, а также улучшена темпоральная стабильность. Разделение генерации кадров и масштабирования. Упрощение обновления изначального файла для разработчиков. Поддержка Vulkan и Xbox Game Development Kit (GDK). Исходный код доступен в июле 2024 года как часть FidelityFX SDK 1.1.                                                            |
| 4.0.0-4.0.1  | 6 марта 2025          | Первая версия FSR, где был применён апскейлинг с помощью ИИ. AMD добавили возможность включать FSR 4 через AMD Software: Adrenalin Edition в любой игре(при условии что в игре присутствует FSR 3.1 или поддержка добавлена AMD через драйвер). Работает только на видеокартах RX 9000, однако был запущен энтузиастом на RX 7900 XTX на драйвере Mesa на Linux через Optiscaler. |

### Стандартные предустановки FSR
| Значение качества              | Коэффициент масштабирования | % Разрешения |
| ------------------------------ | --------------------------- | ------------ |
| Native AAначиная с 3.0         | 1.0x                        | 100%         |
| Ultra Qualityтолько 1.0-1.1    | 1.3x                        | 77,0%        |
| Quality                        | 1.5x                        | 66,6%        |
| Balance                        | 1.7x                        | 58,8%        |
| Performance                    | 2.0x                        | 50,0%        |
| Ultra Performanceначиная с 2.0 | 3.0x                        | 33,3%        |

## Алгоритм

### FSR 1.0
FSR 1 — это пространственный апскейлер, основанный на алгоритме Ланцоша или аналогичный ему, требующий сглаженного изображения с более низким разрешением. Он также выполняет реконструкцию краев и обращение градиента. Затем следует проход контрастной адаптивной резкости (RCAS) для повторного введения деталей в конечное изображение. (см. приведенную ниже цитату для получения дополнительной информации)
- FSR состоит из двух основных проходов:
  - Проход масштабирования, называемый EASU (Edge-Adaptive Spatial Upsampling), который также выполняет реконструкцию краев. В этом проходе анализируется входной кадр, и основная часть алгоритма обнаруживает инверсии градиента — по сути, просматривая, как отличаются соседние градиенты — из набора входных пикселей. Интенсивность инверсий градиента определяет веса, применяемые к реконструированным пикселям при разрешении дисплея.
  - Проход повышения резкости, называемый RCAS (Robust Contrast-Adaptive Sharpening), который извлекает пиксельные детали из увеличенного изображения.[21]

### FSR 2.0
FSR 2 — это временнóй апскейлер на основе модифицированного Ланцоша, требующий алиассированого изображения с более низким разрешением и использующий временны́е данные (такие как векторы движения и историю кадров), а затем применяющий собственный проход сглаживания, который заменяет встроенное в игру решение сглаживания.

### FSR 3.0
FSR 3 добавляет генерацию кадров и «нативное сглаживание». Генерация кадров увеличивает воспринимаемую частоту кадров игры. «Нативное сглаживание», похожее на DLAA от Nvidia, может использоваться без масштабирования для улучшения сглаживания; его также можно комбинировать с генерацией кадров и Anti-Lag 2.

### FSR 4
В FSR 4 впервые за историю FSR используется ИИ-алгоритм(Convolutional Neural Network). Ввиду этого значительно улучшен апскейлинг и сглаживание в нативном разрешении, однако ограничилась аппаратная поддержка - поддерживаются только на RX 9000. Но, его возможно запустить на видеокартах RX 7000 благодаря тому, что там присутствуют AI Accelerator(хоть и нет поддержки FP8), работающий благодаря прослойке FP16 to FP8, однако производительность незначительно снизилась по сравнению с FSR 3.1(но всё равно FPS увеличился).Также присутствует возможность запустить его на RDNA 1/2 через шейдерные блоки(но вполне очевидно, что производительность будет отвратительной)